# 2020 par pays en Océanie
Les événements de l'année 2020 en Océanie. Cet article traite des événements ayant marqué les pays situés en Océanie.
2018 par pays en Océanie - 2019 par pays en Océanie - 2020 par pays en Océanie - 2021 par pays en Océanie - 2022 par pays en Océanie
2018 en Océanie - 2019 en Océanie - 2020 en Océanie - 2021 en Océanie - 2022 en Océanie

## Australie
- janvier : Les nombreux feux de brousse de la fin de l'année 2019 dans le sud-est de l'Australie, considérés comme « catastrophiques » à partir de novembre 2019, s'intensifient encore. En date du 1er janvier 2020, les feux ont tué dix-huit personnes et de très nombreux animaux, détruit des centaines de foyers, contraint à l'évacuation de dizaines de milliers de personnes et ravagé près de six millions d'hectares de terre[1],[2]. Un milliard d'animaux pourraient avoir été tués, d'après une estimation scientifique début janvier[3],[4].
- 31 janvier : Le Territoire de la capitale australienne déclare un état d'urgence face aux feux de brousse qui continuent de se propager[5].
- 2 mars : Après 240 jours consécutifs, les derniers feux de brousse s'éteignent. Ils ont tué 33 personnes et détruit 12,6 millions d’hectares de forêts et 3 000 logements[6].
- 19 mars : En réponse à la pandémie de maladie à coronavirus de 2019-2020, et pour la première fois de leur histoire, l'Australie et la Nouvelle-Zélande interdisent l'accès à leur territoire national à toute personne qui n'est ni citoyenne, ni résidente permanente[7].
- 31 mars : annonce par une équipe des chercheurs australiens des universités de Brisbane et Queensland dans la revue Frontiers in Oncology de la détection d'un cancer des voies aérodigestives supérieures causé par un papillomavirus grâce à un test salivaire, alors qu'il était encore asymptomatique et que la tumeur ne mesurait que 2mm et était invisible à l’œil nu, première fois qu'un cancer est détecté grâce à un test salivaire[8],[9] - le patient était considéré comme guéri en juin 2020 car la détection très précoce a permis de retirer la tumeur grâce à une simple ablation des amygdales[9].
- 1er mai : Une attaque au couteau fait 7 blessés à South Hedland, en Australie, l'auteur de l'attaque est abattu par la police.
- 1er juillet : annonce dans la revue PLOS One de la découverte par une équipe internationale d'archéologues sous-marins de deux sites archéologiques sous-marins aborigènes d'Australie, dans l'Archipel Dampier en Australie, contenant environ 300 outils de pierre encore intacts, dont l'âge estimé est compris entre 6 000 et 125 000 ans et datent d'une époque de la dernière ère glaciaire où la mer était plus basse de 80m et où les sites étaient donc situés sur la terre ferme[10] ; il s'agit des deux premiers sites archéologiques sous-marins préhistoriques d'Australie, et cette découverte ouvre de nombreuses possibilités pour l'archéologie en Australie et en Asie du Sud basée sur la cartographie des terres émergées d’avant la fin de la période glaciaire[10].

## États fédérés de Micronésie
- mars : référendum sur l'indépendance de Chuuk.

## Kiribati
- 7 et 15 avril : élections législatives.
- 22 juin : élection présidentielle.

## Îles Marshall
- 6 janvier : À la suite des élections législatives de novembre 2019, les députés élisent à la présidence de la République David Kabua, avec vingt voix contre douze pour la présidente sortante Hilda Heine. Il entre en fonction le 14 janvier.

## Nouvelle-Calédonie
- 4 octobre : deuxième référendum d’accession à la pleine souveraineté, le vote loyaliste a recueilli 53,26% des voix et le vote indépendantiste 46,74%[11].

## Palaos
- 3 novembre : élections parlementaires et élection présidentielle.

## Îles Salomon
- 3 avril : Le cyclone Harold, alors de catégorie 1, frappe un ferry transportant des passagers entre les îles de Guadalcanal et de Malaita. Vingt-sept personnes tombent par-dessus bord et sont perdues en mer[12],[13].

## Tokelau
- 23 janvier : élections générales dans ce territoire sous souveraineté néo-zélandaise. Fofo Tuisano devient Ulu-o-Tokelau, chef du gouvernement[14].

## Tonga
- 24 avril : Lord Tuʻivakano, ancien Premier ministre, est condamné à une amende de 4 000 paʻanga (€ 1 600) pour possession illégale d'une arme à feu et de munitions, et à deux ans de prison avec sursis pour parjure[15],[16].